# Färberfrosch
Der Färberfrosch (Dendrobates tinctorius) ist eine Art aus der Gattung Baumsteiger (Dendrobates) innerhalb der Familie der Baumsteigerfrösche (Dendrobatidae).

## Aussehen
Es existieren viele verschiedene Formen (Morphen, Varianten) von Dendrobates tinctorius, die sich in Größe und Farbzeichnung unterscheiden. Das Männchen wird bis zu 5 cm groß, das Weibchen sogar bis zu 6 cm.
Die Nominatform besitzt blaue Beine, die mit schwarzen Punkten gezeichnet sind. Rücken und Kopfoberseite besitzen eine schwarze Grundfärbung mit gelben Streifen. Die Bauchseite ist hellblau und weist schwarze Punkte auf. Die blaue Form ohne Gelbanteile wurde früher als eigene Art Dendrobates azureus angesehen. Neuere Untersuchungen zeigten aber, dass die Tiere lediglich eine weitere Farbvariante von Dendrobates tinctorius sind.

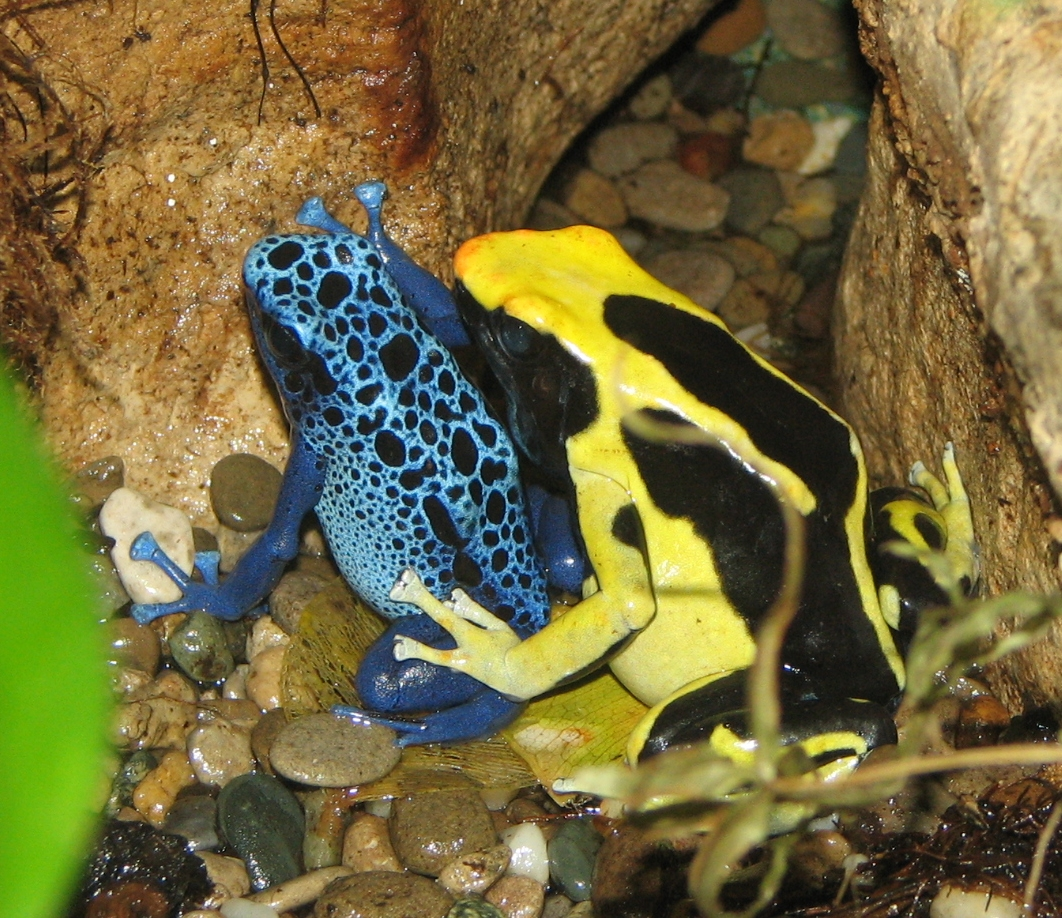
Zwei Farbvarianten (links: Blauer Baumsteiger)
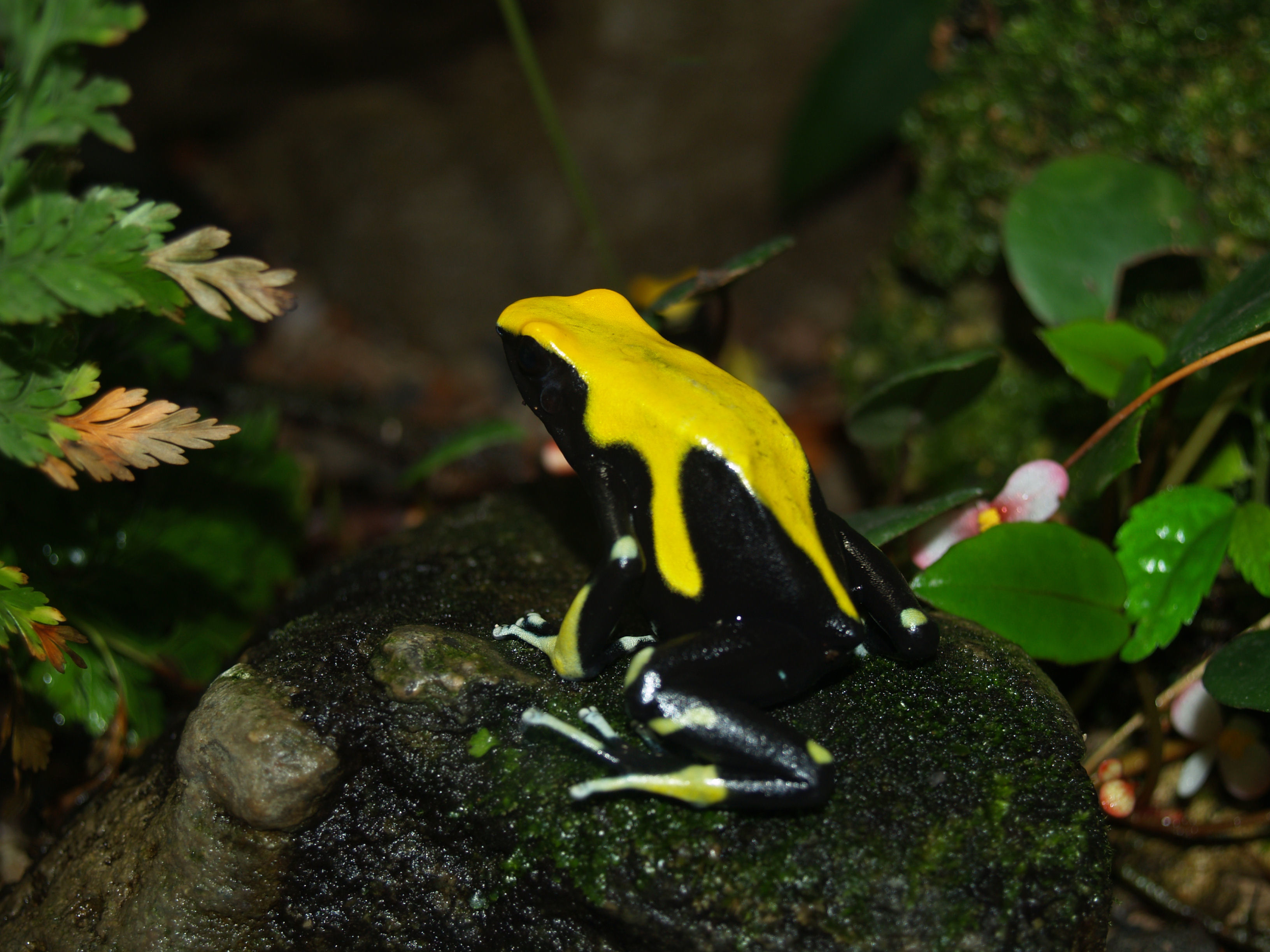
Gelbschwarzer Färberfrosch
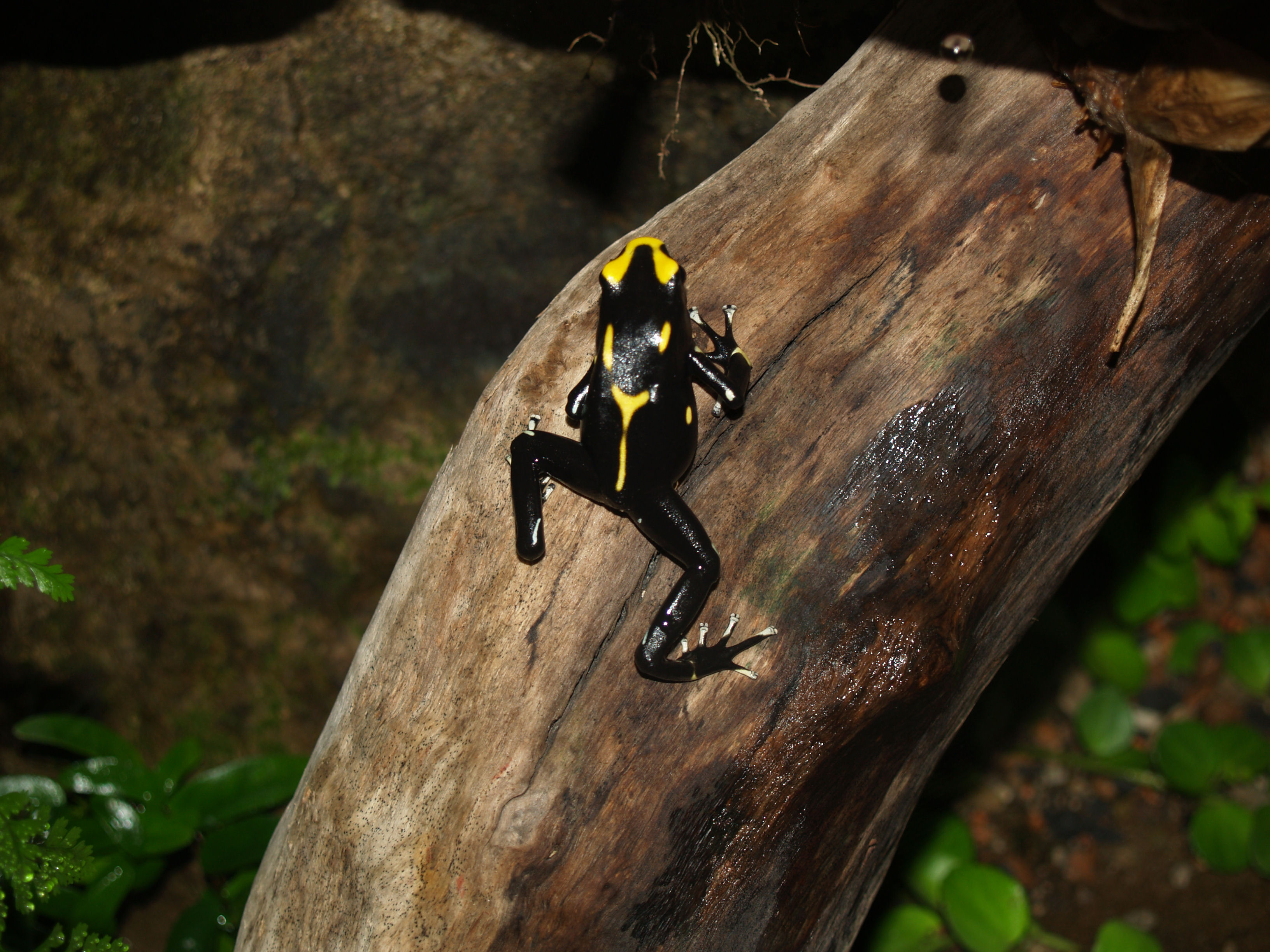
Mit großem Anteil Schwarz
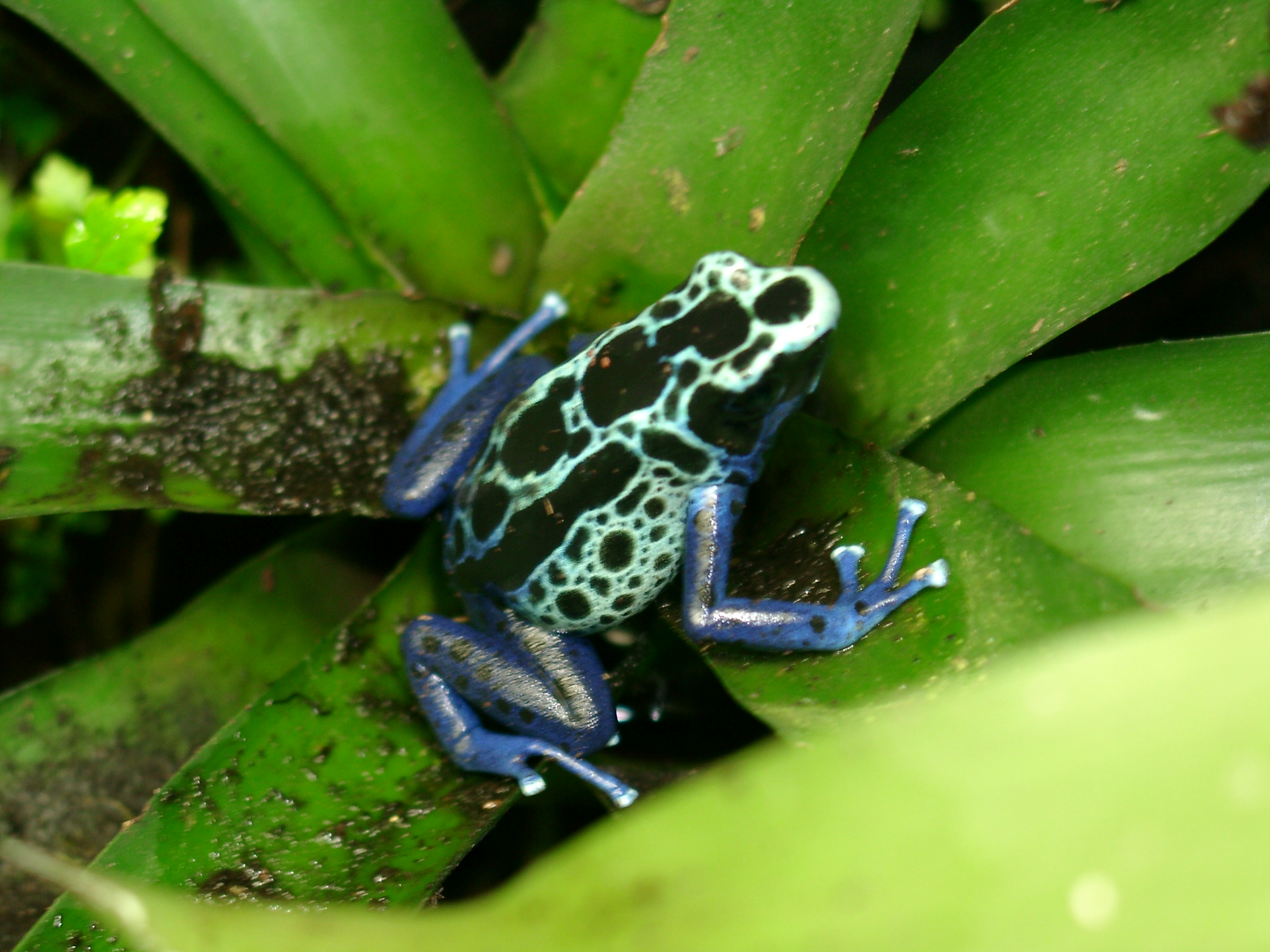
Färberfrosch (Dendrobates tinctorius "New River")

## Vorkommen
Seine Heimat sind die tropischen Regenwälder in den Tiefländern Guyanas, Französisch-Guayanas und Surinames sowie im Norden Brasiliens. Der Färberfrosch kommt zumeist auf dem Boden des tropischen Regenwaldes vor. Er bewohnt dort die Laubschicht, wo er sich gern unter Laub versteckt, sowie kleine Höhlen und Spalten und ernährt sich von kleinen Insekten.

## Fortpflanzung
Nach der Eiablage, die gewöhnlich in Höhlen erfolgt, werden die fünf bis zehn Eier vom Männchen befruchtet und nach dem Schlüpfen der Kaulquappen, das im Regelfalle nach 12 bis 16 Tagen stattfindet, vom Männchen in Kleinstgewässer (Pfützen, Blattachseln etc.) getragen. Die Entwicklung der Larven bis zum erwachsenen Frosch ist nach 60 bis 80 Tagen abgeschlossen.

## Gift
Der Färberfrosch sondert über Hautdrüsen Gift ab, das vor Pilz- und Bakterienbefall schützt. Darüber hinaus schützt das Gift vor Fressfeinden, die auch schon durch die leuchtenden Farben des Frosches abgeschreckt werden. Er wird aufgrund dieser Eigenschaft zu den Pfeilgiftfröschen gezählt, jedoch ist der Färberfrosch, im Vergleich zu den „wirklichen“ Pfeilgiftfröschen wie beispielsweise Phyllobates terribilis, nur schwach giftig.

## Terrarienhaltung
Der Färberfrosch ist neben vielen anderen Vertretern der Pfeilgiftfrösche ein beliebtes Terrarientier. Er ist leicht zu vermehren und in seiner Haltung anspruchsloser als andere Baumsteigerfrösche. In der Regel wird der Färberfrosch in speziellen, im Fachhandel erhältlichen Dendrobatenterrarien gehalten, welche mit kleinbleibenden, in Regenwäldern heimischen Bromelien, Farnen, Moosen und Ranken auf Bodengrund mit entsprechender Drainage bepflanzt wird. Diese sogenannten Regenwaldterrarien müssen zumeist beheizt werden, um die für eine artgerechte Haltung erforderlichen Temperaturen zu erreichen. Die Beleuchtung erfolgt über Tageslicht-Leuchtstoffröhren oder Metalldampflampen. Um die notwendige Luftfeuchtigkeit für Pflanzen und Tiere zu erreichen und das Paarungsverhalten der Frösche zu stimulieren, ist eine regelmäßige Beregnung des Terrariums, automatisiert oder manuell, unerlässlich. Mitunter kommen zur Erhöhung der Luftfeuchtigkeit auch Ultraschallvernebler zum Einsatz. Die befruchteten Eier der Tiere werden entweder dem Terrarium entnommen und künstlich zur Reifung gebracht oder den Elterntieren zur natürlichen Aufzucht im Terrarium belassen. Für die Larven ist eine Einzelhaltung erforderlich. Die Tagestemperatur soll zwischen 25 und 27 Grad, die Temperatur in der Nacht bei 23 Grad liegen und die Luftfeuchtigkeit soll 80 bis 100 % betragen.